# Hrebla (obwód kijowski)
Hrebla (ukr. Гребля) – wieś na Ukrainie, w obwodzie kijowskim, w rejonie boryspolskim, w hromadzie Perejasław. W 2001 liczyła 170 mieszkańców, spośród których 169 wskazało jako ojczysty język ukraiński, a 1 rosyjski.